# Batalha de Basing
A Batalha de Basing foi uma vitória do exército viking dinamarquês sobre os saxões ocidentais em Basing, Hampshire, no dia 22 de janeiro de 871.
No final de dezembro de 870, os vikings invadiram Wessex e ocuparam Reading. Inúmeras batalhas ocorreram em sucessão, como Englefield, Reading e Ashdown, esta última ocorrida em 8 de janeiro com uma vitória dos saxões ocidentais. Apenas duas semanas depois, Etelredo de Wessex e seu irmão, o futuro Rei Alfredo de Wessex, foram derrotados em Basing Velho. Houve então um intervalo de dois meses até a Batalha de Marton, quando os vikings novamente venceram. Logo após a Páscoa, ocorrida no dia 15 de abril daquele ano, Etelredo faleceu e foi sucedido por Alfred.
A Batalha de Basing pôde ser datada pois o Bispo Heahmund de Sherbone morreu na Batalha de Marton, e é sabido que ele faleceu no dia 22 de março de 871. A Crônica Anglo-Saxônica registra que a Batalha de Basing ocorreu dois meses antes, ou seja, 22 de janeiro; Ashdown catorze dias antes desta, em 8 de janeiro; Reading quatro dias antes, em 4 de janeiro; Englefield mais quatro dias antes em 31 de dezembro de 870, e a chegada dos vikings em Reading três dias antes desta em 28 de dezembro. Contudo, como o intervalo de dois meses entre Meretun e Basing é provavelmente inexato, as datas anteriores são aproximadas.